# ニューヨーク市地下鉄R188形電車
ニューヨーク市地下鉄R188形電車（ニューヨークしちかてつR188がたでんしゃ）はニューヨーク市地下鉄のAディヴィジョン向け通勤形電車（ニュー・テクノロジー・トレイン、NTT）である。7系統からR62A形を撤退させてIRTフラッシング線の信号自動化を図るため導入された。R188形はニューヨーク市地下鉄の第四・第五世代にあたる車両で、第四世代のR142A形は半数以上がR188形に改造・編入されている。

## 導入日程および編成の組成
| 計画時点               | A車・B車の新製数 | A車・B車の新製数 | C車の新製数 | C車の新製数    | 改造数                         | 改造数                         |
| ---------------------- | ---------------- | ---------------- | ----------- | -------------- | ------------------------------ | ------------------------------ |
| 計画時点               | 合計             | 合計             | 合計        | 合計           | 合計                           | 合計                           |
| 計画時点               | 基本契約         | オプション契約   | 基本契約    | オプション契約 | 基本契約                       | オプション契約                 |
| 発注時点               | 154              | 154              | 32          | 32             | 320 （改造131＋改造キット189） | 320 （改造131＋改造キット189） |
| 発注時点               | 11               | 143              | 1           | 31             | 20                             | 300                            |
| 2010年–2014年 投資計画 | 110              | 110              | 36          | 36             | 360                            | 360                            |
| 2010年–2014年 投資計画 | 22               | 88               | 1           | 35             | 10                             | 350                            |
| 計画修正後             | 88               | 88               | 38          | 38             | 380                            | 380                            |
| 計画修正後             | 22               | 66               | 1           | 37             | 10                             | 370                            |

R188形 の発注時点では、11両編成40本のR62A形が7号線での運用に就いていた。発注時点では新製186両、R142A形 からの改造131両とR142A形改造キット189両分の合計506両（11両編成46本）が導入される予定であった。5両編成と6両編成を連結して11両編成を構成することとされた。予備編成6本はCBTC導入と7系統の延伸に合わせて発注された。
2010年から2014年の投資計画では、146両の新製車を導入し、このうち110両（A車・B車100両＋C車10両）で11両編成10本を組成し、C車の残り36両は既存のR142A形（360両在籍）の5両編成36本に組み込んで6両編成を組成するのに使われた。これで当初計画の11両編成46本を確保する予定であった。
しかし、最新の計画では11両編成10本の代わりに11両編成8本（A車・B車80両＋C車8両）とC車38両を新製するように改められ、これに合わせて改造車を20両増としている。これはIRT本線で必要なR62A形は10両編成2本だけになることが分かったためで、MTAと川崎重工業はこれに充当する5両編成4本の代替分としてR188形の11両編成2本を新製する代わりにR142A形の改造分を追加することで合意した。同時に、MTAは契約変更に合わせてR142A形の改造を207丁目の自社工場ではなくすべて川崎重工業のヨンカース工場で行うことにした。これにより、川崎重工業は改造キット186両分ではなく改造車186両を納入することになった。

## 契約
R188形の製造は川崎重工業車両カンパニーが2010年春に受注した。ニューヨーク市地下鉄向け車両の入札資格を持つのは同社を含めて2社しかなく、もう1社のボンバルディア・トランスポーテーションは発注数の割に工数がかかり過ぎるとして入札に参加しなかった。契約総額は4億7140万9440ドルで、内訳は新製23両・改造10両の合計33両を製造する基本契約が8709万4272ドル、新製123両と改造350両を製造するオプション契約が3億8431万5168ドルであった。
2012年2月の見直しで、MTAは7系統延伸計画の営業運転開始時点で改造車8編成を投入することを予定していた。編成の詳細についても明らかになり、R188形はA-C-B-B-Aの5両固定編成とA-B-B-B-C-Aの6両固定編成を連結して11両編成を組むこととされた。38両のR142A形B車はR188形C車に改造され、さらに38両のC車が新製された（新製車のみで組まれた11両編成8本にはC車は組み込まれていない）。

## 営業運転
基本契約分の R142A形からの改造車10両（車番：7211-7220）は2011年12月に川崎重工業ヨンカース工場で竣工し、試験のため2012年にフラッシング線に搬入された。基本契約の新製車23両｛車番：7811-7832および7899（改造車編成組み込み用C車）｝は2012年中ごろに竣工し、2013年11月に納入されて同年12月から運用に入った。オプション契約の新製車66両（車番：7833-7898）も2012年半ばに納入され、残りの新製車37両と改造車370両は2014年2月から2015年第4四半期にかけて納入される予定であった。2014年7月には6-7か月の納期遅れが発生し、納入完了は2016年7月予定とされた。
2013年11月9日に最初の編成（車番：7811-7821）が7系統で30日間の営業受入試験に入った。試験は無事終了し、2013年12月15日に本格的な営業運転に入った。2016年6月に全車の納入を完了した。その後R62A形の転出によって7系統の使用車両は本形式に統一された。